# 墨脱对囊蕨
墨脱对囊蕨（学名：Deparia medogensis）也称墨脱蛾眉蕨、维明蛾眉蕨，为蹄盖蕨科对囊蕨属下的一个种。